# Humberto da Silva Frias
Humberto da Silva Frias, mais conhecido pelo apelido Arouca (Cótimos, 29 de março de 1952), é um ex-futebolista português, que atuava como zagueiro e lateral-direito.

## Carreira
Nascido em Portugal, Arouca imigrou para a cidade de Santos na infância ao lado da família. Logo depois começou a jogar futebol na Portuguesa Santista.
Em 1974 teve seu passe comprado pelo Palmeiras. Naquele mesmo ano, ele fez parte como reserva da equipe campeã Paulista de 1974. O título foi conquistado sobre o Corinthians, no Morumbi, placar de 1 a 0. Na condição de titular, Arouca ganhou o Paulista de 1976, último título antes do longo jejum alviverde. Escalado pelo então técnico Dudu, o zagueiro participou da vitória por 1 a 0 sobre o XV de Piracicaba, resultado que garantiu a taça diante de 40.283 pagantes no Estádio Palestra Itália. Com a camisa do Palmeiras, Arouca fez 137 partidas (72 vitórias, 45 empates e 20 derrotas) e marcou apenas um gol.
Em 1977 seus direitos federativos foram negociados com os cartolas da Portuguesa de Desportos. Jogando pela Lusa do Canindé, ele permaneceu até 1980.
Em seguida, Arouca defendeu o Comercial do Mato Grosso do Sul e a Ferroviária de Araraquara.

## Vida pessoal
Atualmente, Arouca reside na cidade de Santos, onde é proprietário de uma escolinha de Futebol chamada “Pé na Bola”.

## Títulos
Palmeiras
- Campeonato Paulista: 1974 e 1976

- Troféu Ramón de Carranza: 1974 e 1975